# Хан Крум (квартал)
Квартал „Хан Крум“ – А4 е микрорайон, част от район „Тракия.

## Забележителности
В квартала се намира паметник на хан Крум и парк, който носи същото име. В съседство с парка е СОУ „Св. Софроний Врачански“. Единствената православна църква в район „Тракия“ също се намира в квартала – храмът „Свето Преображение Господне“. На улица Ванче Михайлов (бившата ул. Гочо Грозев) № 2 е разположена сградата на 5-о районно управление. Читалище „Съвременник – 1986“ също се намира в микрорайона. То е разположено на приземния етаж на блок 141, а библиотеката към него – в блок 140.
През 2010 г. е правено допитване кварталът да се преименува на „Софроний Врачански".